# Adolf Dresler
Adolf Dresler (* 18. Mai 1898 in Kiel; † 28. September 1971 in Fischhausen-Neuhaus) war ein deutscher Medienwissenschaftler, Schriftsteller und Funktionsträger in der Zeit des Nationalsozialismus.

## Biografie
Adolf Dresler trat 1921 in die NSDAP ein. Ab dem Wintersemester 1924/1925 studierte er Zeitungswissenschaft an der Universität München bei Karl d’Ester (1881–1960). Sein Interesse galt der politischen und kulturellen Entwicklung in Italien. Zum 29. Mai 1925 schloss er sich der neu gegründeten NSDAP an (Mitgliedsnummer 5.151). Er wurde auch Mitglied der ausschließlich aus NSDAP-Anhängern bestehenden Wehrschaft Palaio-Germania München, einer schlagenden Studentenverbindung. So veröffentlichte er 1924 die erste deutsche Mussolini-Biografie. 1929 folgte die Schrift Der politische Futurismus als Vorläufer des italienischen Faschismus. Im Jahr 1934 wurde Dresler mit seiner Arbeit Geschichte der italienischen Presse 1900-1922 zum Dr. phil promoviert. Für diese Arbeit erhielt er von Mussolini die Auszeichnung eines Cavaliere della Corona d´Italia. Sein Beitrag Die Presse als Machtmittel Judas erschien 1930 und 1938 Mussolini als Journalist sowie Deutsche Kunst und entartete «Kunst»: Kunstwerk und Zerrbild als Spiegel der Weltanschauung. Er galt als ein vorzüglicher Kenner des italienischen Pressewesens und insbesondere der italienischen faschistischen Presse. 
Adolf Dresler war seit 1925 ständiger Mitarbeiter des Völkischen Beobachters und seit 1931 verantwortlich für die Pressestelle der Reichsleitung der NSDAP im Braunen Haus in München. Ab 1935 avancierte er dort zum Reichshauptamtsleiter. In dieser Zeit veröffentlichte Dresler unter dem Pseudonym Anton Meister NS-Propagandaschriften. Er war einer der wichtigen Autoren in der Anfangsphase der Nationalsozialistischen Monatshefte. Ab 1933 war Dresler Mitglied des Präsidialrates der Reichspressekammer. Zudem betätigte sich Dresler als Dozent am Zeitungswissenschaftlichen Institut der Universität München und war leitender Lektor bei der Reichsstelle zur Förderung des deutschen Schrifttums. Joseph Goebbels berief ihn 1935 in den Reichskultursenat.
Dresler war Herausgeber von "Die Oase. Feldzeitung. Deutsches Afrika-Korps" für den nationalsozialistischen Feldzug Erwin Rommels, die 1941–1942 für eine Propaganda-Kompanie erschien.
Nach Ende des Zweiten Weltkrieges lebte Dresler in München. Er war regelmäßiger Autor des Börsenblatts für den deutschen Buchhandel und schrieb dort über geschichtliche Themen.
Mehrere seiner Schriften wurden in der Sowjetischen Besatzungszone und in der Deutschen Demokratischen Republik auf die Liste der auszusondernden Literatur gesetzt.